# Visafslagershuisje Goes
Het visafslagershuisje van de haven van Goes is een rijksmonument aan de Turfkade bij de hoek met de Kleine Kade.
Het verhandelen van aangevoerde vis in Goes vond aanvankelijk plaats op wat nu de Oude Vismarkt heet. Vanaf halverwege de 16e eeuw verplaatste de handel zich naar de Turfkade. Hier werd in 1647 een visperk geopend met een afslagershuisje. Het visperk bestaat uit een ijzeren hek waarlangs de visvrouwen zich opstelden om vis te kopen. De afslager bevond zich achter een luik in het afslagershuisje. In 1745 werd het huisje flink opgeknapt, in 1912 werd het afgebroken en in originele staat herbouwd. Het koepeldak van het afslagershuisje wordt getooid met een zeemeermin. Deze is een kopie van het origineel, dat in 1982 werd ontvreemd. In de gevel zijn diverse gevelstenen verwerkt met voorstellingen met vis. Eén gevelsteen geeft aan hoe hoog het water bij de stormvloed van 1682 in de haven van Goes stond. Deze gevelsteen is afkomstig van een kademuur bij de getijdewatermolen. Het visperk is nog steeds aanwezig; aan de andere kant van het visafslagershuisje, waar de ingang zich bevindt, is een terras van een restaurant aangelegd.

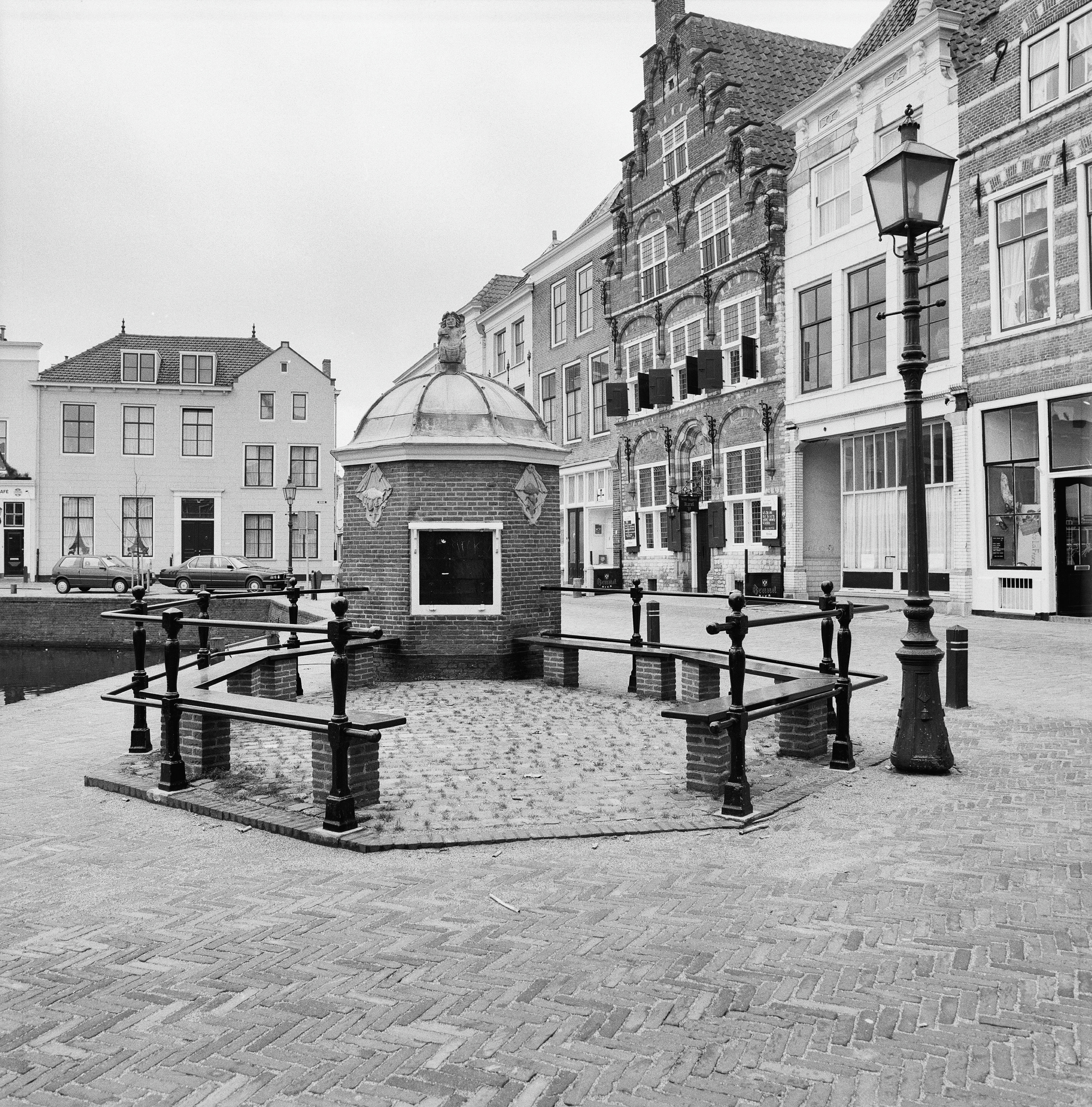
Het visperk
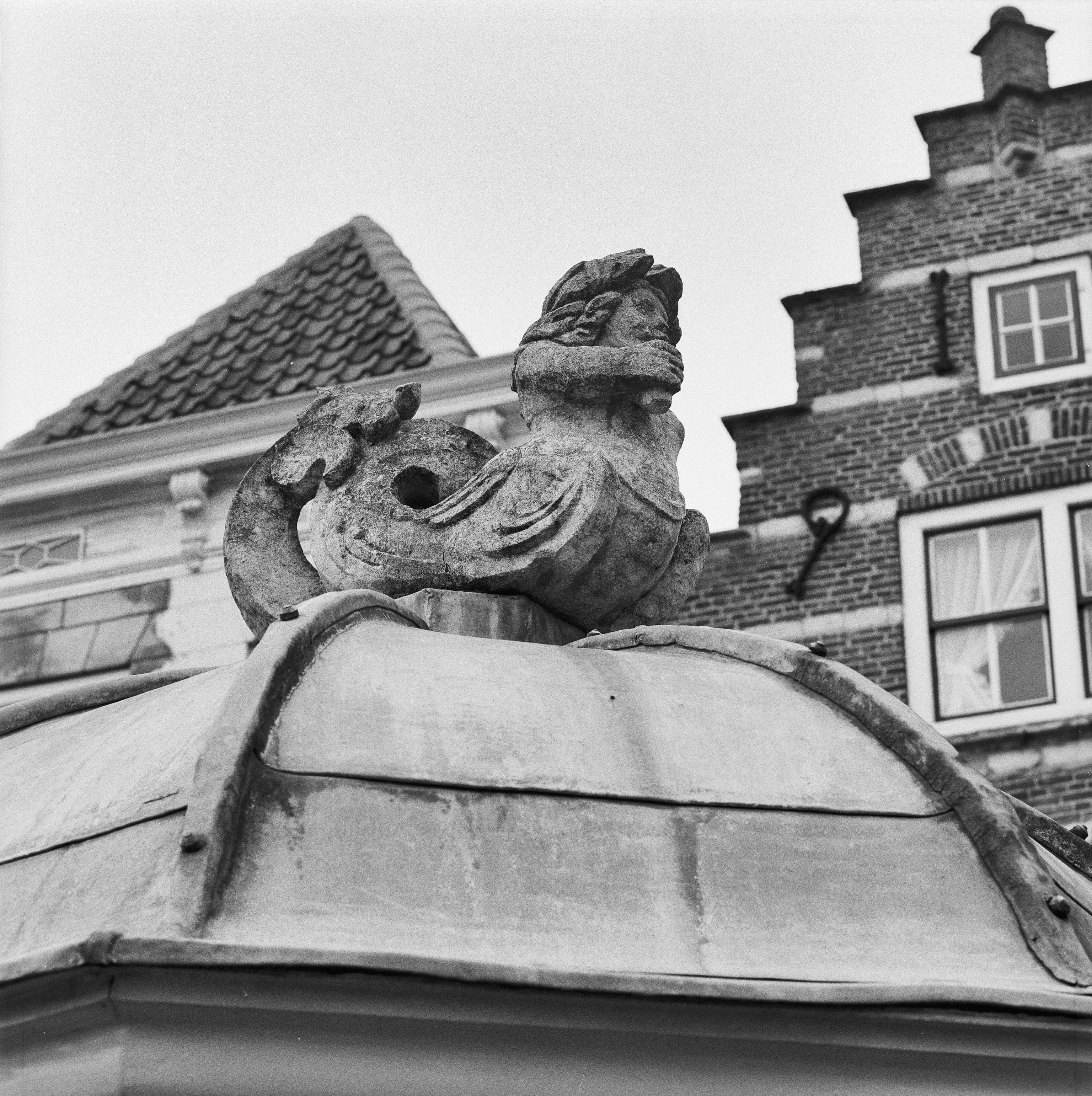
Koepeldak met zeemeermin
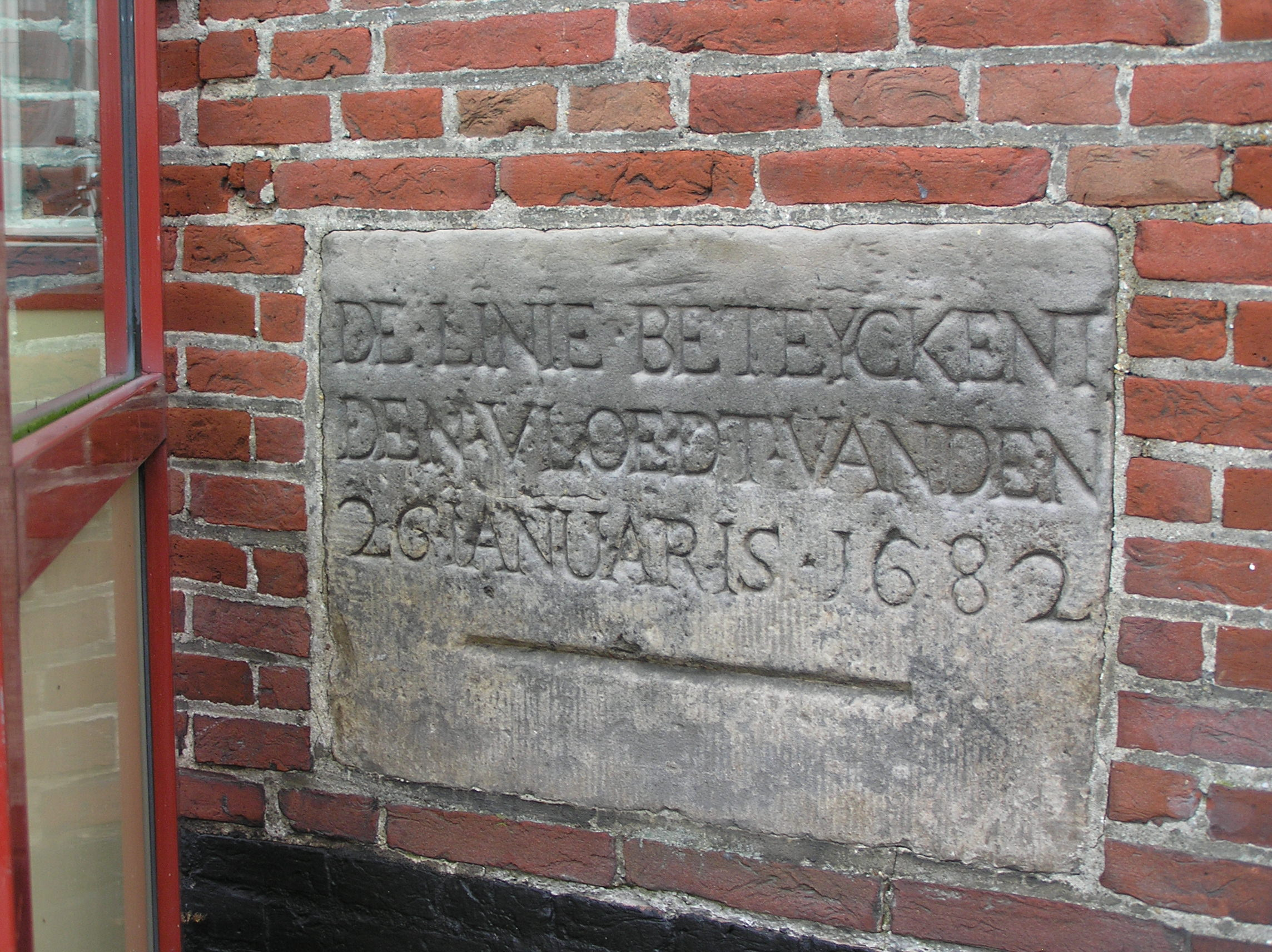
Gevelsteen met aanduiding van het waterpeil bij de stormvloed van 1682